# Marta Agostinetto
Marta Agostinetto, née le 22 avril 1987 à Motta di Livenza en Italie est une joueuse italienne de volley-ball. Elle mesure 1,83 m et joue au poste de attaquante.

## Clubs
| Club                 | Pays   | De             | À            |
| -------------------- | ------ | -------------- | ------------ |
| Minerva Volley Pavia | Italie | 2007-2008      | 2007-2008    |
| Esperia Cremona      | Italie | 2008-2009      | 2008-2009    |
| Sirio Perugia        | Italie | septembre 2009 | janvier 2010 |
| Castellana Grotte    | Italie | janvier 2010   | avril 2010   |
| AACV Gênes           | Italie | 2010-2011      | 2010-2011    |
| Pallavolo Monza      | Italie | 2011-2012      | 2012-2013    |
| Beng Rovigo Volley   | Italie | 2013-2014      | …            |